# Ходырев, Андрей Николаевич
Андрей Николаевич Ходырев (род. 28 мая 1961) — советский самбист, чемпион СССР и мира, обладатель Кубка СССР, Заслуженный мастер спорта СССР, Заслуженный тренер России.
Выпускник ГЦОЛИФК. В настоящее время является тренером-преподавателем «Самбо-70». Имеет звание «Почётный динамовец». Открыл свой клуб спортивный клуб «Ходори-Тигр».

## Спортивные результаты
- 4-кратный обладатель Кубка СССР по самбо;
- Первенство мира среди юниоров 1979 года — ;
- Чемпионат СССР по самбо 1982 года — ;
- Чемпионат СССР по самбо 1985 года — ;
- Чемпионат СССР по самбо 1986 года — ;
- Чемпионат СССР по самбо 1987 года — .